# Melanoseps occidentalis
Melanoseps occidentalis là một loài thằn lằn trong họ Scincidae. Loài này được Peters mô tả khoa học đầu tiên năm 1877.